# Runenstein von Möjbro

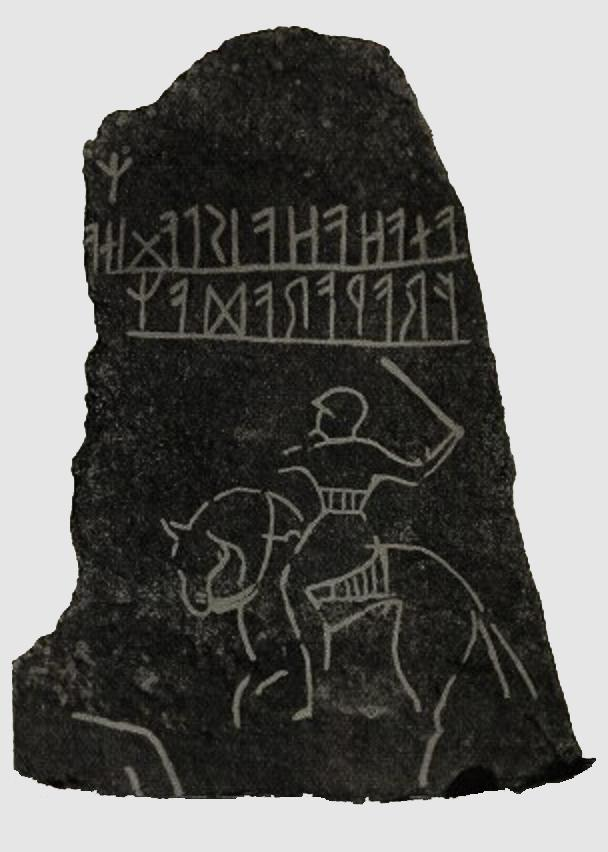
Oberteil des Steins mit hervorgehobener bildlicher Darstellung

Der Runenstein von Möjbro (auch Möjebro – schwedisch Möjbrostenen; Rundata U 877) bei Hagby in Uppland in Schweden ist einer der eher seltenen Runenbildsteine. Der Runentext bleibt umstritten, aber der Runenstein trägt das künstlerisch herausragende Bild eines Reiters, das typologisch nicht zu den Darstellungen der Wikingerzeit (800 bis 1050 n. Chr.) passt und wahrscheinlich von kontinentalen Darstellungen inspiriert wurde. Reiterdarstellungen (z. B. auf dem Reiterstein von Hornhausen und dem Runenstein von Skokloster (U 678)) sind stilistisch völlig anders. Der Stein befindet sich heute im Staatlichen historischen Museum in Stockholm.

## Beschreibung

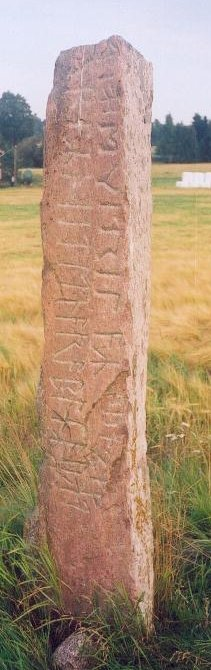
Järsbergstenen

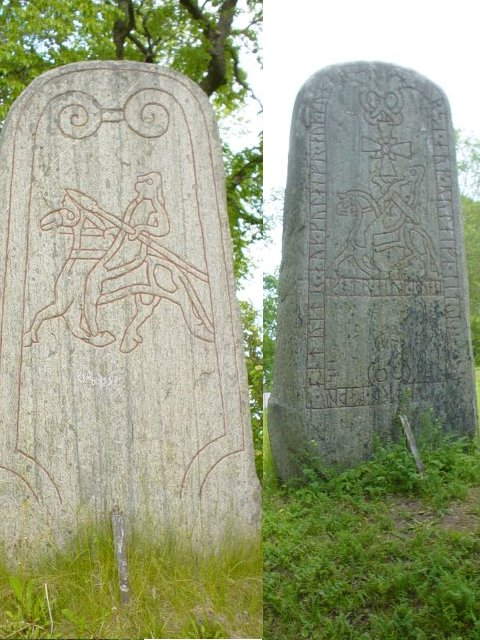
Stein von Skokloster; das jüngere schwedische Gegenstück

Ein knapper Text ohne Namen von Ritzer oder Errichter ist auf dem Möjbrostenen eingeritzt. Zuoberst steht auf dem flachen, etwa 2,45 m hohen Block die untypisch waagerecht verlaufende Inschrift in zwei parallelen Reihen. Unterhalb befindet sich die Darstellung, die zu den besten ihrer Art auf einem schwedischen Denkmal gehört. Sie gibt einen Reiter mit erhobenem, Rundschild am linken Arm und einer hochgehaltenen Waffe in der rechten Hand wieder. Es ist das Bild eines triumphierenden Kriegers oder Herolds, das an Reiter auf römischen Grabsteinen erinnert. Unter dem Pferd sind zwei kleinere Tiere zu erkennen, am ehesten wohl Hunde. Die Reiterdarstellung hat Parallelen auf dem viel jüngeren Runenstein an der Ålum Kirke, dem Stein U 855 von „Balingsta prästgård“ und dem Runenstein von Skokloster in Uppland.
Die Inschrift ist linksläufig von unten nach oben zu lesen. Die untere Reihe lautet „FrawaradaR“, die obere „anahahaislaginaR“. Die untere Buchstabenfolge ist als Männername Frarad gedeutet worden, der möglicherweise auf dem Bild dargestellt ist. Die obere Reihe ist unterschiedlich ausgelegt worden. Die von Otto von Friesen gelieferte Lesung soll die wahrscheinlichste sein: „Frarad (ruht hier). Ane der Einäugige ist getötet.“

## Datierung
Die Datierung des Steines von Möjbro ist unsicher. Die jüngere Forschung hat aufgrund stilistischer Überlegungen eine eisenzeitliche oder frühvendelzeitliche Datierung (5.–7. Jahrhundert) vorgeschlagen (Holmquist 1976, 566).

## Kontext
Aus der Völkerwanderungs- und der älteren Vendelzeit liegen in Schweden mehr ältere Runeninschriften vor als aus jeder anderen Zeit. Die meisten treten allerdings auf kleinen Objekten auf, vor allem auf Goldbrakteaten. Einige sind auf aufgerichteten Steinen zu finden, womit die Zeit der Runensteine ihren Anfang nahm. Die Anzahl dieser Runensteine kann jedoch nicht mit der gewaltigen Menge wikingerzeitlicher Runensteine verglichen werden. Aus der frühen Periode sind in Schweden etwa 20 Steine mit den älteren Runen bekannt. Norwegen hat etwa 30 Runenritzungen auf Grabkisten, Felsen und Monolithen, während Dänemark gar keine älteren Runen auf Steinmaterial aufzuweisen hat. Die Inschriften auf den Steinen haben zuweilen erzählenden Charakter. Eine längere urnordische Runeninschrift findet sich auf dem 1919 bei Rö, Otterö/Tanum in Bohuslän entdeckten Runenstein von Rö (Bo KJ73 U).
Unter den schwedischen Runensteinen der Vorvendelzeit ist der pfeilerförmige Runenstein von Järsberg (Järsbergstenen) in Värmland zu erwähnen. Die Inschrift nennt den Ritzer und denjenigen, für den der Stein gesetzt wurde. Der Stein Vg 63 aus Noleby/Fyrunga in Västergötland, der ursprünglich vielleicht in einem Grab gelegen hat, trägt eine magisch-schützende Inschrift: „eine heimliche Schrift, die von den Mächten stammt“. Beim Stein Ög 171 aus Skärkind in Östergötland soll die Inschrift in der Übersetzung „Fell-Leuf“ („Leuf, Fellhändler“) lauten.
Die Inschriften haben zuweilen informativen Charakter. Die Runenschrift wurde immer mehr zur Ehrung von Personen benutzt, die es verdienten, in der Erinnerung der Nachwelt zu bleiben. Runen waren nicht mehr nur der Magie vorbehalten.